# اس‌ام‌اس گنیسنو (۱۸۷۹)
اس‌ام‌اس گنیسنو (۱۸۷۹) (به انگلیسی: SMS Gneisenau (1879)) یک کشتی بود که طول آن ۸۲ متر (۲۶۹ فوت ۰ اینچ) بود. این کشتی در سال ۱۸۷۹ ساخته شد.